# Halgerda albocristata
Halgerda albocristata is een slakkensoort uit de familie van de Discodorididae. De wetenschappelijke naam van de soort is voor het eerst geldig gepubliceerd in 1998 door Gosliner & Fahey.